# Alois Schönach
Alois Schönach (* 12. Juli 1811 in Flirsch; † 30. Oktober 1899 in Meran) war ein österreichischer Orgelbauer.

## Leben
Nach seiner dreijährigen Tischlerlehre wirkte er zunächst in Wien, arbeitete 1839 bei Josef Loyp, ein Jahr später bei Josef Kainz in Graz, bei Alois Hörbiger in Celje sowie bei Joseph Mohrherr in Innsbruck. Im Jahr 1842 gründete er eine Werkstatt in Meran; nachdem er in Vorarlberg mehrere Aufträge angenommen hatte, ließ er sich 1858 in Rankweil nieder, wo er bis 1874 eine Orgelbauwerkstätte unterhielt. Einer seiner Schüler in dieser Zeit war Anton Behmann. 1877 nach Meran zurückgekehrt arbeitete er als Klavierstimmer. Schönach starb dort am 30. Oktober 1899.

## Werk
Der Großteil seiner Orgeln befinden sich in Tirol, Vorarlberg, Liechtenstein und der Schweiz. Die Instrumente zeichnen sich durch in diesen Regionen ansonsten nicht vorkommende Register aus: Doppelflöte 4', Gemshorn-Quint 3', Violine 2'. Wahrscheinlich hatte Schönach diese Anordnung auf seiner Wanderschaft in Schlesien kennengelernt.
| Jahr    | Ort                        | Gebäude                          | Bild | Manuale | Register | Bemerkungen                                          |
| ------- | -------------------------- | -------------------------------- | ---- | ------- | -------- | ---------------------------------------------------- |
| 1844    | Taufers im Münstertal      | Pfarrkirche St. Blasius          |      |         |          | Umbau der Orgel                                      |
| 1845    | Naturns                    | Pfarrkirche St. Zeno             |      | II/P    | 20       |                                                      |
| 1845    | Matsch (Mals)              | Pfarrkirche St. Zeno             |      |         |          | Umbau                                                |
| 1845/46 | St. Valentin auf der Haide | Pfarrkirche St. Valentin         |      | II/P    | 23       |                                                      |
| 1849    | Algund                     | Maria Steinach (Kloster)         |      | I/P     | 10       |                                                      |
| 1849/50 | Kastelruth                 | Pfarrkirche Kastelruth           |      | II/P    | 29       |                                                      |
| 1854    | Leifers                    | Pfarrkirche Leifers              |      | II/P    | 21       |                                                      |
| 1856    | Pufels                     | Pfarrkirche St. Leonhard         |      | II/P    | 21       |                                                      |
| 1856    | Alberschwende              | Pfarrkirche Alberschwende        |      | II/P    | 21       | nicht erhalten, seit 1939 Orgel von Gebrüder Mayer   |
| 1857    | Schlins                    | Pfarrkirche Schlins              |      | II/P    | 18       |                                                      |
| 1863    | Hohenems                   | Pfarrkirche Hohenems             |      |         |          | nicht erhalten, seit 1987 Orgel von Herbert Golllini |
| 1864    | Feldkirch                  | Pfarrkirche Feldkirch-Altenstadt |      | II/P    | 30       | Blick auf beide Orgeln der Kirche                    |
| 1865    | Weesen                     | Pfarrkirche Heilig Kreuz         |      | I/P     | 7        |                                                      |
| 1865    | Großdorf (Gemeinde Egg)    | Josefskirche                     |      |         |          |                                                      |
| 1867    | Gisingen (Feldkirch)       | Pfarrkirche St. Sebastian        |      | I/P     | 8        | 1900 ersetzt                                         |
| 1869    | Hittisau                   | Pfarrkirche Hittisau             |      | II/P    | 21       |                                                      |
| 1873    | Rankweil                   | Basilika Rankweil                |      | II/P    | 18       | Gehäuse erhalten, seit 1985 Orgel von Martin Pflüger |
| 1891    | Schweinsteg                | Pfarrkirche St. Ursula           |      |         |          |                                                      |

- 1847 Burgeis, (Umbau)
- 1852/1853 Feldkirch
- ? Vilpian
- ? Orgel der Pfarrkirche Bartholomäberg (Umbau)